# 도림
도림(道琳, ?~?)은 고구려(高句麗)의 승려(僧侶)이다.

## 생애
장수왕(長壽王)이 백제(百濟)의 정세를 알아보기 위해서 첩자(諜者)를 구하였을 때 은밀히 이에 응하고 백제(百濟)로 들어갔다.
백제(百濟)의 개로왕(蓋鹵王)이 바둑을 매우 좋아한다는 사실을 알고 접근하여 신임을 얻게 되자, 왕에게 백제(百濟)가 삼면이 바다에 둘러싸여 있는 천애의 요새이기는 하나 큰 성(城)이 없어 외적의 침입을 당할 우려가 있으니 거대한 성곽의 공사를 진행시키면 누구도 백제(百濟)를 넘보지 못할 것이라고 간언하였다. 개로왕(蓋鹵王)은 기뻐하여 사성(蛇城)의 동쪽에서부터 숭산(崇山)의 북쪽에 이르는 큰 성곽을 쌓기 시작하였다. 이 공사로 재정이 바닥나고 백성들도 곤궁에 빠지게 되자 고구려(高句麗)로 돌아가서 실정을 보고하였다. 이에 장수왕(長壽王)은 475년(장수왕(長壽王) 63) 백제(百濟)를 쳐서 한성(漢城)을 함락시키고 개로왕(蓋鹵王)을 사로잡은 뒤 참살하였다.

## 도림이 등장하는 작품
- 《제왕의 딸 수백향》(MBC, 2013년, 배우 : 차화연, 김유리)
- 《한국사기》(KBS, 2017년~2017년, 배우 : 이봉규)